# Joseph Lawton Collins
Joseph Lawton Collins, w amerykańskim piśmiennictwie często wymieniany jako J. Lawton Collins (ur. 1 maja 1896 w Nowym Orleanie, zm. 12 września 1987 w Waszyngtonie) – amerykański generał. Podczas II wojny światowej służył zarówno na Pacyfiku, jak i w Europie. Był szefem sztabu Armii Amerykańskiej w czasie wojny koreańskiej.
Jego starszy brat, James Lawton Collins, służył również w armii jako generał major. Jego bratanek, Michael Collins, jest znany jako pilot modułu dowodzenia w misji Apollo 11, która w 1969 roku dotarła na Księżyc.

## Wczesne życie i kariera wojskowa
Urodził się w Nowym Orleanie w Luizjanie, w dużej irlandzkiej rodzinie katolickiej 1 maja 1896 roku. W wieku 17 lat, w czerwcu 1913 roku wstąpił do Akademii Wojskowej Stanów Zjednoczonych w West Point, a ukończył ją 20 kwietnia 1917 roku, dokładnie dwa tygodnie po przystąpieniu USA do I wojny światowej i tuż przed swoimi 21. urodzinami. W związku z wybuchem wojny wypuszczenie kursantów nastąpiło kilka tygodni wcześniej niż zwykle. Collins zajął 35. miejsce w swojej klasie na 139. Wśród absolwentów jego roku byli m.in.: Matthew Ridgway, Mark Wayne Clark (który obchodził te same urodziny co Collins i jako dwaj najmłodsi kadeci byli znani jako „dzieci klasowe”), Bryant Moore, Ernest N. Harmon, William C. McMahon, Norman Cota, Laurence B. Keizer, William W. Eagles, William Kelly Harrison, Jr. i Frederick Augustus Irving. Wszyscy ci ludzie, podobnie jak Collins, mieli zostać generałami, a Ridgway i Collins zostali szefami sztabu armii.
Collins został powołany jako podporucznik do piechoty Armii Stanów Zjednoczonych i otrzymał stanowisko dowódcy plutonu, a później kompanii w 22 Pułku Piechoty. W maju 1917 został awansowany do stopnia porucznika, a w sierpniu na brevet kapitana. Uczęszczał do Szkoły Piechoty Armii Stanów Zjednoczonych w Fort Sill w Oklahomie i służył w pułku w różnych miejscach w latach 1917-1919. W czerwcu 1918 roku zatwierdzono na stałe jego stopień kapitana, a we wrześniu Collins awansował na brevet majora i objął dowództwo nad 3. batalionem 22 Pułku Piechoty w następnym miesiącu. I wojna światowa dobiegła końca wkrótce potem, 11 listopada 1918 roku. Collins dowodził 3. batalionem 18 Pułku Piechoty we Francji w czerwcu 1919 roku i był zastępcą szefa sztabu wojsk amerykańskich w Niemczech w latach 1920–1921. Służył w armii okupacyjnej.

## Dwudziestolecie międzywojenne
Collins poślubił Gladys Easterbrook w 1921 roku i wróciwszy do stopnia kapitana rok wcześniej został instruktorem na wydziale chemii Akademii Wojskowej Stanów Zjednoczonych w latach 1921–1925. Ukończył kurs oficerski w Szkole Piechoty Armii Stanów Zjednoczonych w Fort Benning w stanie Georgia w 1926 roku, a rok później na zaawansowanym kursie w Szkole Artylerii Polowej Armii Stanów Zjednoczonych w Fort Sill w stanie Oklahoma. Był instruktorem broni i taktyki w Szkole Piechoty Armii Stanów Zjednoczonych od 1927 do 1931 roku, a w sierpniu 1932 roku awansował do stopnia majora. Był oficerem wykonawczym 23 Brygady w Manili i zastępcą szefa sztabu w Dywizji Filipińskiej w latach 1933–1934.
Ukończył United States Army Industrial College w 1937 roku, a w następnym roku United States Army War College. Był wówczas instruktorem w Army War College od 1938 do 1940 roku. W czerwcu 1940 roku awansował do stopnia podpułkownika, a w 1941 roku pełnił obowiązki pułkownika i był szefem sztabu VII Korpusu.

## II wojna światowa

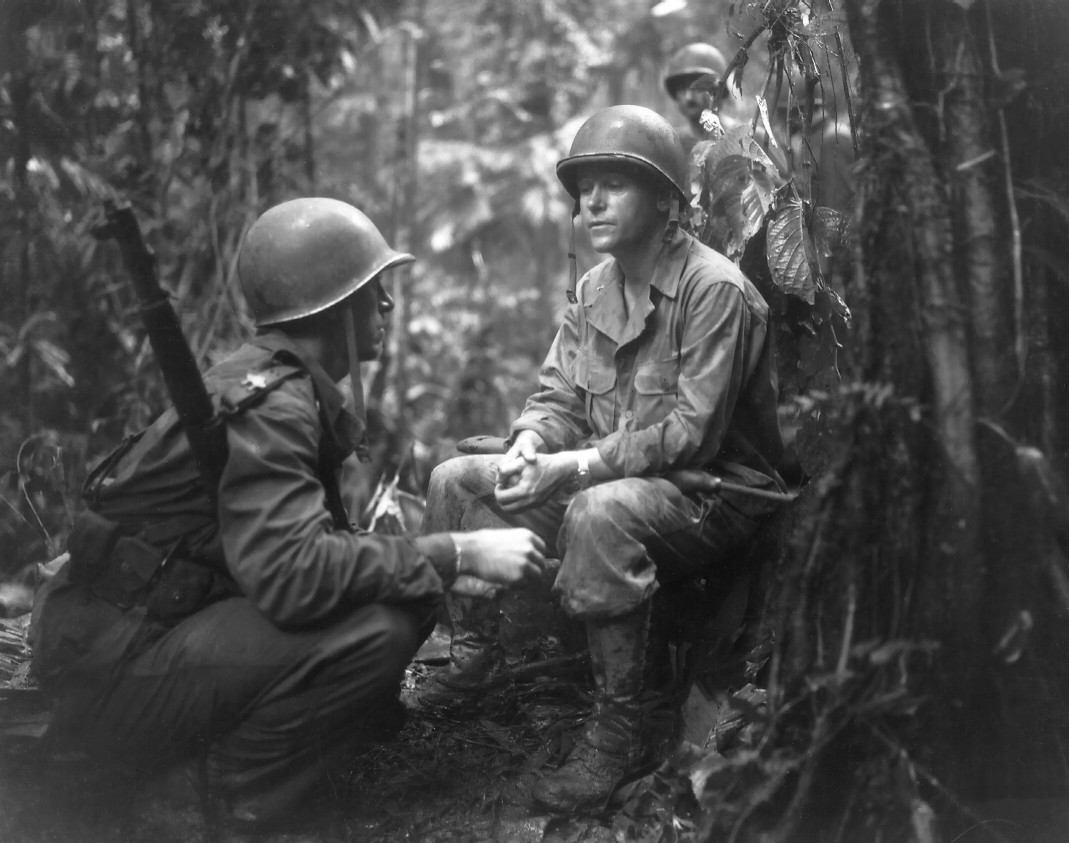
Po prawej stronie generał major J. L. Collins, dowódca 25 Dywizji Piechoty, a po lewej mjr Charles W. Davis, dowódca 3. batalionu 27 Pułku Piechoty, narada polowa na Nowej Georgii, 14 sierpnia 1943 roku

Zanim Stany Zjednoczone przystąpiły do II wojny światowej w grudniu 1941 roku, Collins był od stycznia brevet pułkownikiem. W lutym 1942 roku został awansowany od razu na jednogwiazdkowego generała, a już w maju tego roku został generałem majorem (dwie gwiazdki).
Collins był szefem sztabu Departamentu Hawajów od 1941 do 1942 roku i służył jako dowódca 25 Dywizji Piechoty – nazywanej Dywizją „Tropic Lightning” – na Oʻahu oraz w operacjach przeciwko Japończykom na Guadalcanal w latach 1942-1943 oraz na Nowej Georgii od lipca do października 1943 roku. W chwili mianowania na to stanowisko był najmłodszym dowódcą dywizji w Armii Stanów Zjednoczonych, w wieku 46 lat. To właśnie podczas tej kampanii Collins zyskał przydomek „Lightning Joe”.
Został później przeniesiony do Europy, gdzie dowodził VII Korpusem podczas inwazji aliantów na Normandię i dalej na froncie zachodnim do końca II wojny światowej w Europie w maju 1945 roku. Collins został wybrany na to stanowisko przez gen. por. Omara Bradleya, który przed wojną służył z Collinsem w Szkole Piechoty Armii Stanów Zjednoczonych, a następnie dowodził 1 Armią w Anglii, zastępując gen. mjr. Roscoe B. Woodruffa, pierwszego dowódcę VII Korpusu i jednego z kolegów Bradleya z West Point. Woodruff był starszy od Collinsa, ale nie miał doświadczenia w operacjach desantowych. Collins został mianowany po krótkiej rozmowie z Bradleyem i gen. Dwightem Eisenhowerem, Naczelnym Dowódcą Sił Sojuszniczych, na temat jego doświadczeń bojowych, w której Collins podsumował swoją taktykę w walkach na Pacyfiku, mówiąc, że zawsze starał się zdobyć wyżej położony teren podczas ataku. Bradley zwrócił się wtedy do Eisenhowera, twierdząc, że Collins „mówi w naszym języku”. Tak w wieku 47 lat Collins stał się najmłodszym dowódcą korpusu w Armii Stanów Zjednoczonych. Wśród jednostek służących pod dowództwem Collinsa w Normandii była doświadczona 82 Dywizja Powietrznodesantowa, dowodzona przez gen. mjr. Matthew Ridgwaya, kolegę z roku Collinsa na West Point.
VII Korpus odegrał główną rolę w lądowaniu w Normandii w czerwcu 1944 roku i późniejszej bitwie o Normandię, w tym w operacji Cobra rozpoczętej 27 lipca 1944 roku. Collins był faworytem dowódcy 21 Grupy Armii, gen. Bernarda Montgomery'ego. Po bitwie pod Falaise, która zakończyła się zniszczeniem dużej części sił Wehrmachtu w Normandii, korpus Collinsa wziął udział w wyzwoleniu Paryża i natarciu aliantów w stronę Renu, gdzie korpus przedarł się przez Linię Zygfryda i stoczył ciężkie walki w bitwie o las Hürtgen. VII Korpus odegrał później główną rolę w bitwie o Ardeny, największej bitwie na froncie zachodnim podczas II wojny światowej, a ostatecznie wziął udział w inwazji aliantów na Niemcy. VII Korpus jest najbardziej znany z wiodącej roli, jaką odegrał w operacji Cobra; mniej nagłośniony został wkład Collinsa w ostatnią operację na froncie zachodnim.

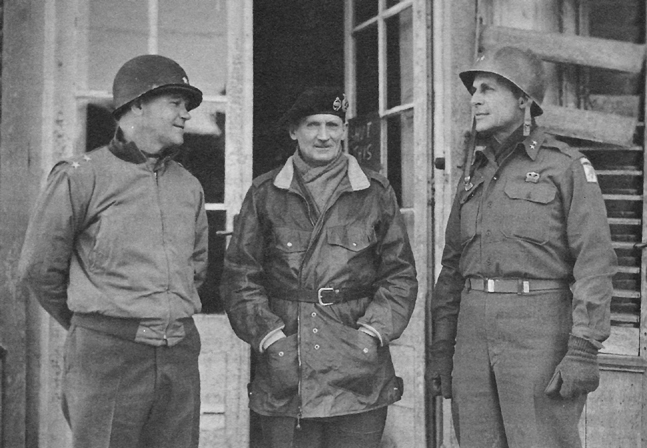
Gen. mjr J. L. Collins, dowodzący VII Korpusem, z marszałkiem polnym Bernardem Montgomerym, dowódcą 21 Grupy Armii i gen. mjr. Matthew Ridgwayem, dowódcą XVIII Korpusu Powietrznodesantowego, grudzień 1944 roku

Jako jeden z niewielu wysokich rangą dowódców amerykańskich walczących zarówno w Europie przeciwko Niemcom, jak i na Pacyfiku z Japończykami, Collins porównywał charakter wroga na tych dwóch teatrach wojennych: 

Niemcy był znacznie bardziej zręczni niż Japończycy. Większość Japończyków, z którymi walczyliśmy, nie była wykwalifikowanymi żołnierzami. Ich dowódcy także nie mieli potrzebnych kwalifikacji. Niemcy mieli zawodową armię [...] Japończycy [...] nie wiedzieli, jak łączyć w walce rodzaje broni – artylerię i piechotę – w takim samym stopniu jak my. Byli jednak dzielnymi żołnierzami [...] Walczyli bardzo, bardzo ciężko, ale nie byli tak zręczni jak Niemcy. Z kolei Niemcy nie byli tak uparci jak Japończycy

Collins został awansowany na brevet generała porucznika w kwietniu 1945 roku. Był bardzo wysoko ceniony przez gen. Omara Bradleya, przełożonego Collinsa przez większość wojny, a wielu niemieckich, wyższych dowódców uważało Collinsa, wraz z gen. por. Troyem Middletonem, dowodzącym VIII Korpusem, za najlepszych, amerykańskich dowódców korpusów na froncie zachodnim. Bradley skomentował, że „gdybyśmy stworzyli jeszcze jedną armię polową, pomimo jego młodego wieku i braku doświadczenia, Collins z pewnością zostałby mianowany dowódcą tej armii”. Za swoją służbę w czasie wojny Collins był trzykrotnie odznaczony Medalem Sił Lądowych za Wybitną Służbę, dwukrotnie Srebrną Gwiazdą i dwukrotnie Legią Zasługi.

## Służba powojenna

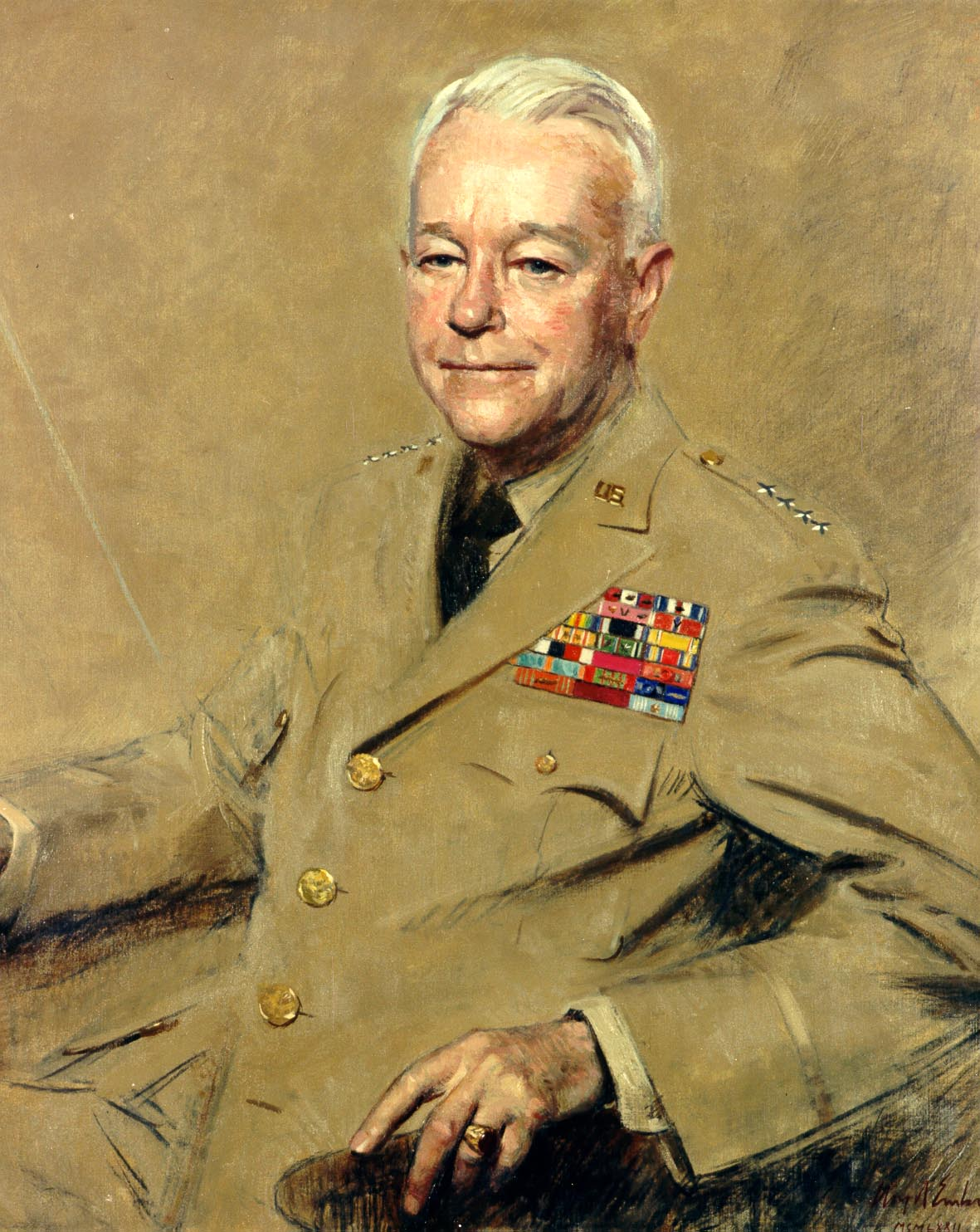
Gen. Joseph Lawton Collins sportretowany przez Lloyda Bowersa Embreya w 1972 roku

Po wojnie był zastępcą dowódcy generalnego i szefem sztabu Wojsk Lądowych od sierpnia do grudnia 1945 roku. Później został dyrektorem ds. Informacji (późniejszym szefem informacji publicznej) Armii Stanów Zjednoczonych i pełni tę funkcję od 1945 do 1947 roku. Był zastępca szefa sztabu Armii Stanów Zjednoczonych w latach 1947–1949, a w styczniu 1948 roku został awansowany na brevet czterogwiazdkowego generała i na stałe na generała majora.

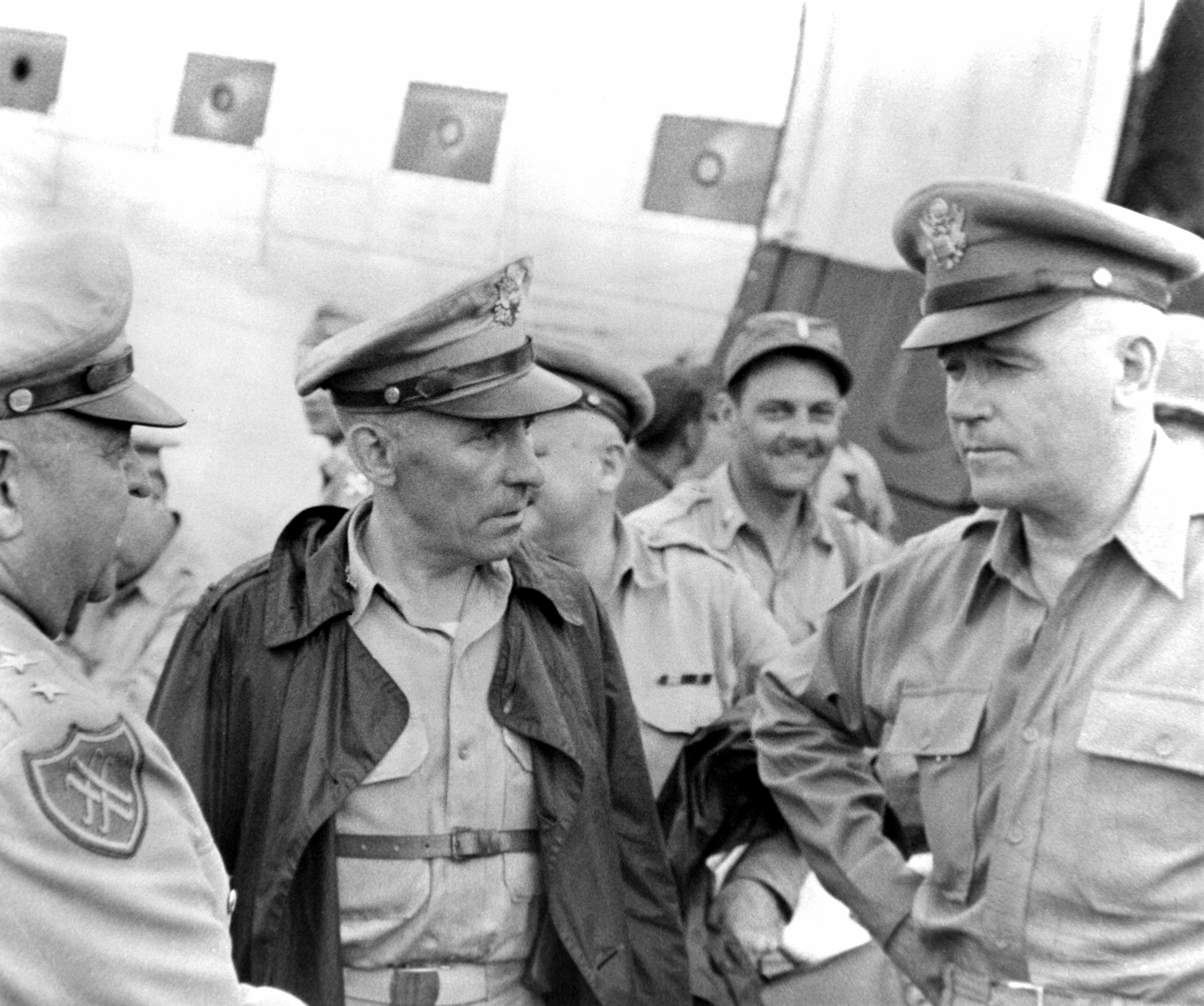
Collins z gen. Waltonem Walkerem i gen. por. John H. Churchem w Korei

Był szefem sztabu Armii Stanów Zjednoczonych od 16 sierpnia 1949 do 15 sierpnia 1953 roku; piastując to stanowisko był starszym oficerem Armii przez całą wojnę koreańską. Jako szefa sztabu w czasie wojny jego głównym obowiązkiem było zapewnienie odpowiednio wyszkolonych i wyposażonych żołnierzy do walki w Korei. Kierował eksploatacją kolei przez Armię, wprowadził pierwszą grupę sił specjalnych do walki i był ściśle związany z rozwojem udziału Armii Amerykańskiej w nowo powstałej Organizacji Traktatu Północnoatlantyckiego (NATO).
Był przedstawicielem Stanów Zjednoczonych w Komitecie Wojskowym i Stałej Grupie NATO w latach 1953–1954. Był też specjalnym przedstawicielem Stanów Zjednoczonych w Wietnamie Południowym w randze ambasadora w latach 1954–1955. Odszedł w stan spoczynku w marcu 1956 roku, po prawie 40 latach służby wojskowej.
Zmarł w Waszyngtonie 12 września 1987 roku. Został pochowany na Cmentarzu Narodowym w Arlington w Wirginii.